# Jack Bruce
John Symon Asher "Jack" Bruce (født 14. maj 1943 i Bishopbriggs, Skotland, død 25. oktober 2014 i Suffolk) var en skotsk musiker og sangskriver, som var kendt som en af grundlæggerne af trioen Cream, en solokarriere, der strakte sig over adskillige årtier, samt medvirkende på albummer med forskellige verdenskendte Bands. Han boede i Suffolk, England.

## Tidlig start med jazz
Bruce startede med at spille jazzbas som teenager og fik et stipendium til at studere cello og komposition ved Royal Scottish Academy of Music and Drama. Akademiet ønskede ikke, at de studerende spillede jazz, og da Bruce fik valget mellem akademiet og jazzmusikken, forlod han uddannelsen.

## 1960erne før Cream
Bruce startede som kontrabassist i et Big Band, inden han i 1962 blev medlem af Blues Incorporated,, som var dannet af Alexis Korner. Andre medlemmer var organisten Graham Bond, saxopfonisten Dick Heckstall-Smith og trommeslageren Ginger Baker. I 1963 opløstes gruppen og Bruce var med til at danne the Graham Bond Quartet med Bond, Baker og guitaristen John McLaughlin. Bruce skiftede her kontrabassen ud med en elektrisk basguitar. Gruppen fortsatte uden McLaughlin som The Graham Bond Organisation, men i august 1965 forlod Bruce konstellationen for at slutte sig til John Mayall & the Bluesbreakers, som bl.a. omfattede guitaristen Eric Clapton. Mindre end et år senere optrådte Bruce med Manfred Mann i 1966, og var bl.a. med på hitlistesuccesen "Pretty Flamingo", som nåede førstepladsen på den engelske hitliste. De samlede Manfred Mann-optagelser med Jack Bruce findes på 4-CD EMI box settet Down the Road Apiece.

## Cream
I juli 1966 tog Bruce et nyt spring fremad som basguitarist, sangskriver og ledende vokal i Cream, som i øvrigt bestod af Ginger Baker og Eric Clapton.
Med Cream opnåede Bruce ry for at være en af de mest fremtrædende bassister i rockmusikken, og hans stil har haft stor indflydelse på den næste generation af bassister, f.eks. Sting, Geddy Lee og Jeff Berlin. Cream anses stadig for at være den førende supergruppe bl.a. de trioer, der opstod i slutningen af 1960'erne.

## 1970 – 1999
Bruces første soloalbum Songs for a Tailor blev udgivet i september 1969. Han nåede at turnere med bl.a. McLaughlin, Larry Coryell og Mitch Mitchell, inden han i 1972 dannede en blues rock supergruppe, West, Bruce and Laing med guitaristen Leslie West og trommeslageren Corky Laing, der begge kom fra det Cream-inspirerede amerikanske band Mountain. West, Bruce and Laing indspillede to studiealbummer, Why Dontcha og Whatever Turns You On, og et live-album, Live 'n' Kickin' inden det opløstes i 1974.
I 1975 udgav Bruce soloalbummet Out of the Storm og turnerede bl.a. med den tidligere Rolling Stones guitarist Mick Taylor. Settet er optaget på Live '75 (at the Manchester Free Trade Hall), I 1979 spillede han ved enkelte liveoptrædener med medlemmer af the Mahavishnu Orchestra, bl.a. John McLaughlin og trommeslageren Billy Cobham.
I 1981 samarbejdede Bruce med guitaristen Robin Trower og udgav to album BLT (som blev et mindre hit i Storbritannien) og Truce.
I 1983 begyndte Bruce et samarbejde med Latin-musikeren Kip Hanrahan. I årene fremover (indtil 2001) udgav de en række albummer: Desire Develops an Edge, Vertical's Currency, A Few short Notes from the End Run, Exotica og All Roads are made of the Flesh. Samarbejdet med Hanrahan har været det længst varende i Bruces karriere.
Blandt mange andre projekter var BBM. I 1993 var Ginger Baker overraskende mødt frem ved en koncert i Köln i anledning af Bruces 50 års fødselsdag. Som særlig gæst var den irske guitarist Gary Moore inviteret. På baggrund af dette møde dannede Bruce, Baker og Moore trioen BBM og udgav et album Around the Next Dream, som nåede top ti i Storbritannien.. Efter en kort, succesfuld turné, som bl.a. omfattede Midtfyns Festivalen, brød gamle uoverensstemmelser mellem Bruce og Baker ud, og gruppen opløstes.
I 1998 spillede Bruce med Ringo Starrs All Starr Band, der havde Peter Frampton som guitarist. I Denver, Colorado dukkede Baker pludselig op på scenen, og Bruce, Baker og Frampton spillede et kort sæt med Cream-klassikere.

## Efter 2000
Bruce fik tiltagende problemer med sit helbred, og i sommeren 2003 fik han stillet diagnosen levercancer. I september 2003 gennemgik han en levertransplantation, men i første omgang frastødte hans krop det nye organ.  Han blev dog helbredt, og i 2004 startede han på ny med at optræde. I maj 2005 gendannedes det oprindelige Cream med Bruce, Clapton og Baker ved velbesøgte koncerter i Royal Albert Hall, London udgivet som Royal Albert Hall London May 2–3–5–6 2005, og Madison Square Garden i New York.
Af hensyn til sit helbred har Bruce siden operationen kun været på kortere turnéer, bl.a. med Trower. I 2008 indspillede de et album med titlen Seven Moons.
I februar 2010 udkom den autoriserede biografi skrevet af Harry Shapiro. 
I sommeren 2010 spillede Bruce ved the Hippiefest tour of America med eksmedlemmer af afdøde John Entwistles Band.

## Betydning
Bruce omtales for en solokarriere, der har varet i 4 årtier og en engageret deltagelse i adskillige verdenskendte bands. Han er blevet krediteret som
" en verdensklassepioner på sit hovedinstrument; komponist til nogle af de mest holdbare og bemærkelsesværdige rocksange i vor tid; og...en af de mest bemærkelsesværdige og udtryksfulde sangstemmer." 

## Eksterne links
- Official website
- Original Smiles & Grins Jack Bruce Club Arkiveret 23. april 2018 hos  Wayback Machine
- Jack Bruce på Internet Movie Database (engelsk)
- Jack Bruce på danskefilm.dk
- Jack Bruce på The Movie Database (engelsk)
- Jack Bruce på Internet Broadway Database (engelsk)

- Wikimedia Commons har flere filer relateret til Jack Bruce